# Koullouna lilouataan lil oula lil alam
Het Koullouna lilouataan lil oula lil alam is het volkslied van Libanon. Het is in gebruik sinds 1927. Het werd geschreven door Rachid Nakhlé met de compositie van Wadih Sabra.

## Transliteratie
Koulluna Lilwatan Lil ’Oula Lil Alam,

Mil ’ou Ay Nizzaman Sayfouna Wal Qalam,

Sahlouna Waljabal - Manbiton Lirrijal

Kawlouna Wal Amal. Fisabilil Kamal.

Koullouna Lilwatan Lil ’Oula Lil ALam, Koullouna Lilwatan

Shaykhouna Walfata Indasaoutil Watan

Ousdou Gha Bin Mata Sawarat Nalfitan

Sharkouna Kalbouhou Aba Dan Loubnan

Sanahou Rab Bouhou Lima Dal Azman

Koullouna Lilwatan Lil ’Oula Lil ALam, Koullouna Lilwatan

Bahrouhou Barrouhou Dourratou Sharqain

Rifdouhou Birrouhou Mali ‘oul Koutbain

Ismouhou Izzouhou Mounthou Kanal Joudoud

Majdouhou Arzouhou Ramzouhou Lilkhouloud

Koullouna Lilwatan Lil ’Oula Lil ALam, Koullouna Lilwatan

## Nederlandse vertaling
Allen voor ons, voor het land, voor de glorie en de vlag.

Sinds het begin der tijden, worden onze mannen gevormd 

door onze pennen en zwaarden, onze velden en bergen.

Onze woorden en daden, gewijd aan perfectie

Allen voor ons, voor het land, voor de glorie en de vlag.

Onze vaders en onze kinderen, wachten op de roep van ons land

In tijden van nood zijn wij als leeuwen in de jungle.

Het centrum van het Oosten is voor altijd Libanon

Moge God haar voor altijd beschermen.

Allen voor ons, voor het land, voor de glorie en de vlag.

Haar zee en haar land zijn de parels van het Oosten

Haar gastvrijheid stroomt door de gehele wereld.

Haar naam is haar glorie sinds het begin der tijden

Haar symbool van onsterfelijkheid is de ceder.

Allen voor ons, voor het land, voor de glorie en de vlag.